# Aleksej Grigor'evič Razumovskij
Il conte Oleksij Hryhorovyč Rozumovs'kyj (in ucraino Олексій Григорович Розумовський?) meglio noto con il nome russo Aleksej Grigor'evič Razumovskij (in russo Алексей Григорьевич Разумовский?; Černigov, 28 marzo 1709 – San Pietroburgo, 17 luglio 1771) fu un cosacco ucraino famoso per essere stato amante e sposo morganatico dell'Imperatrice russa Elisabetta.

## Giovinezza
Nato nella fattoria Lemeši, poco distante da Černigov, figlio di un cosacco, Hryhorij Rozum, Aleksej imparò a leggere e scrivere grazie agli insegnamenti del sagrestano della sua parrocchia. Dotato di una buona voce iniziò fanciullo a cantare nel coro della chiesa del villaggio. Nel 1731 il Colonnello Vyšnevskij, uno degli uomini di corte dell'imperatrice Anna Ivanovna, diretto nella capitale dopo aver portato a termine un'ambasciata in Ungheria, fu estasiato dalle prodigiose capacità vocali del ragazzo e decise di portarlo con sé a San Pietroburgo al fine di inserirlo nel coro della cappella ucraina.
La bellezza e il talento di Razumovskij catturarono l'attenzione di Elisabetta Petrovna la quale decise nel 1732 di introdurlo nella corte imperiale. Dopo la deportazione dell'amante di quest'ultima, Aleksej Šubin, Razumovskij divenne il favorito della futura zarina. Dopo aver perso le caratteristiche che rendevano eccezionale la sua voce, divenne suonatore di bandura di corte e quindi amministratore di uno dei palazzi reali. Ricevette quindi il titolo di supervisore di corte e successivamente, durante il breve regno di Anna Leopol'dovna, quello di Kamer-Junker.

## Imperatore di notte
Razumovskij giocò un ruolo importante nella rivoluzione di palazzo avvenuta nei giorni 6 e 7 dicembre 1741, che portò alla salita al trono di Elisabetta. Per i suoi servigi l'11 dicembre fu nominato generale, il 6 maggio 1742, giorno dell'incoronazione, divenne maresciallo. Altre onorificenze gli furono conferite, come l'Ordine di Sant'Andrea e di Sant'Aleksander Nevskij, così come gli furono assegnati molti possedimenti terrieri a Mosca e in altre città russe.
Ben presto si diffuse nella corte e in tutta Europa la voce di un matrimonio segreto tra Elisabetta e il suo favorito in una chiesa di campagna di Perovo (ora parte di Mosca), avvenuto nell'autunno del 1742. Due anni più tardi Razumovskij ricevette il titolo comitale di conte dell'Impero (reichsgraf, рейхграф in russo) dall'Imperatore del Sacro Romano Impero Carlo VII. Fu nominato conte in Russia lo stesso anno. Nel 1745 divenne capitano delle guardie del corpo della zarina e nel 1748 colonnello. Il 16 settembre 1756 ricevette il grado di Feldmaresciallo.
Durante il regno di Elisabetta Petrovna riuscì a conseguire una posizione esclusiva all'interno della corte (anche se negli ultimi anni il suo status fu contrastato dal più giovane Ivan Šuvalov); nel 1744 l'imperatrice visitò persino il suo villaggio natio e fece conoscenza con la sua famiglia. Gli appartamenti di Razumovskij nel Palazzo d'Estate erano collegati direttamente con quelli di Elisabetta e l'imperatrice riceveva spesso visite da quest'ultimo. Sotto la sua influenza si diffuse nella corte russa la passione per la musica e il canto. Nonostante la posizione raggiunta le cronache del tempo raccontano come fosse rimasto una persona semplice e alla mano, ragioni per le quali ricevette amore e rispetto da parte della corte fino alla fine della sua vita.
Razumovskij non fu affatto interessato di politica, anche se spesso supportò le decisioni del cancelliere Aleksej Petrovič Bestužev-Rjumin. Su suo consiglio fu ristabilita la carica di etmano di Ucraina, carica che, insieme a quella di Presidente dell'Accademia russa delle scienze, fu conferita al fratello Kirill Grigor'evič Razumovskij.

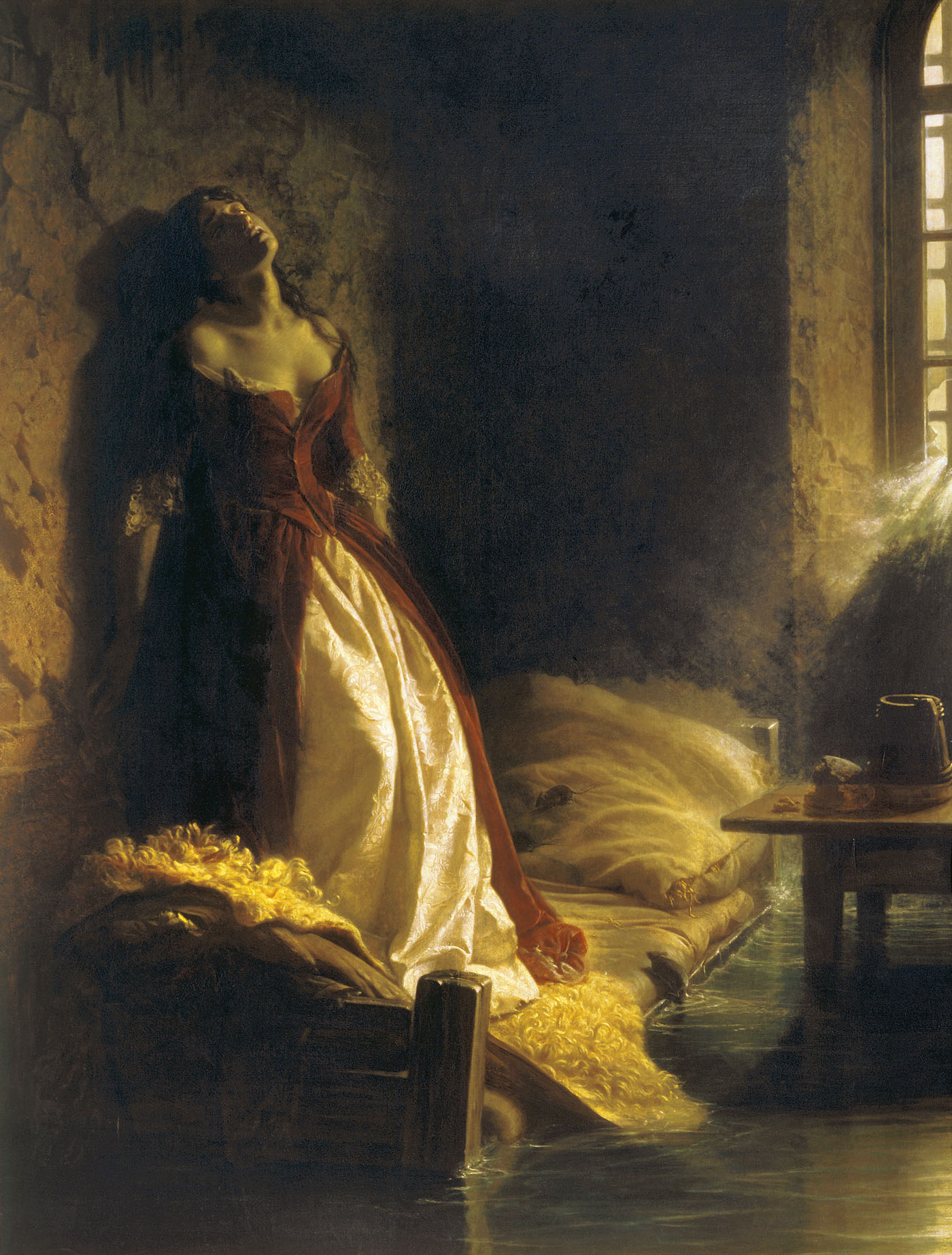
La Principessa Tarakanova, nella Fortezza dei Santi Pietro e Paolo durante l'alluvione (1864, Galleria Tret'jakov).

## Ultimi anni
Poco prima di morire Pietro III, successore di Elisabetta, promise a quest'ultima che non avrebbe in alcun modo offeso o perseguitato il conte Razumovskij. Nel 1762 questi abbandonò gli incarichi di corte e si ritirò nel Palazzo Aničkov, regalatogli dall'imperatrice. Dopo l'ascesa al trono di Caterina II di Russia rifiutò il titolo di "altezza" offerto dalla nuova sovrana. Su richiesta di quest'ultima distrusse inoltre la documentazione comprovante il suo matrimonio con Elisabetta. Morì il 17 luglio 1771 a San Pietroburgo e fu seppellito nella Chiesa dell'Annunciazione del Monastero di Aleksandr Nevskij.
L'interrogativo su una possibile discendenza di Elisabetta e Razumovskij non è mai stato risolto dagli storici. Sui loro presunti figli sono nate numerose leggende. Le più famose sono quelle riguardanti le due principesse Tarakanova, secondo le quali una (Augusta) diventò monaca con il nome di Dosifeja e fu seppellita nella cripta della famiglia Romanov mentre la seconda (Elisabetta) fu arrestata nel Collegio Imperiale Russo Greco di Pisa, dove fu ritrovata dall'ammiraglio Aleksej Orlov, comandante della flotta imperiale russa di base a Livorno per la guerra contro l'Impero Turco, che la rapì fingendosi innamorato e la ricondusse in Russia nel febbraio del 1775.
Quest'ultima, imprigionata in seguito nella Fortezza dei Santi Pietro e Paolo, morì di tubercolosi. La leggenda di un suo annegamento durante la grande alluvione del 1777 ispirò la celebre opera di Konstantin Flavickij (1864, Galleria Tret'jakov).